# Sin miedo (del amor y otros demonios)
Sin miedo (del amor y otros demonios) è il secondo album in studio della cantante statunitense Kali Uchis, pubblicato il 18 novembre 2020 dalla EMI e Interscope.

## Tracce
1. La luna enamorada – 1:50
2. Fue mejor (con PartyNextDoor) – 3:48
3. Aguardiente y limón – 2:41
4. Aquí yo mando (con Rico Nasty) – 2:21
5. Vaya con Dios – 2:55
6. Que te pedí – 1:44
7. Quiero sentirme bien – 3:42
8. Telepatía – 2:40
9. De nadie – 2:59
10. No eres tu (soy yo) – 2:01
11. Te pongo mal (préndelo) (with Jowell & Randy) – 2:52
12. La luz (fin) (con Jhay Cortez) – 2:59
13. Ángel sin cielo – 2:03

Tracce bonus nell'edizione deluxe
1. Solita – 2:58
2. Fue mejor (con SZA) – 3:51

## Classifiche
| Classifica (2021) | Posizione massima |
| ----------------- | ----------------- |
| Canada            | 98                |
| Lituania          | 82                |
| Paesi Bassi       | 79                |
| Spagna            | 75                |
| Stati Uniti       | 52                |